# Miranda (kommunhuvudort)
Miranda är en kommunhuvudort i Colombia.   Den ligger i departementet Cauca, i den centrala delen av landet, 280 km sydväst om huvudstaden Bogotá. Miranda ligger 1 090 meter över havet och antalet invånare är 13 223.
Terrängen runt Miranda är varierad. Runt Miranda är det ganska tätbefolkat, med 90 invånare per kvadratkilometer. Närmaste större samhälle är Florida, 8,1 km norr om Miranda. I omgivningarna runt Miranda växer i huvudsak städsegrön lövskog.